# Taurignan-Vieux
Taurignan-Vieux település Franciaországban, Ariège megyében. Lakosainak száma 206 fő (2022. január 1.). Taurignan-Vieux Barjac, Caumont, Gajan, Lorp-Sentaraille és Taurignan-Castet községekkel határos.

## Népesség
A település népessége az elmúlt években az alábbi módon változott:
| Lakosok száma | 202  | 185  | 190  | 214  | 206  | 205  | 206  | 208  | 207  | 206  |
|               | 1968 | 1982 | 1990 | 2006 | 2013 | 2015 | 2017 | 2019 | 2020 | 2022 |